# فهمي (اسم)
فهمي هو اسم علم مذكر من أصل عربي، ومعناه هو منسوب إلى «فهم» وهو إدراك الشيء بالعقل.

## شخصيات تحمل الاسم
- فهمي الجودر (سياسي بحريني، 26 أبريل 1964 – )
- فهمي الحسيني (1886 – 25 ديسمبر 1940)
- فهمي العبوشي (1895 – 1975)
- فهمي إدريس (سياسي إندونيسي، 20 سبتمبر 1943 – )
- فهمي سعيد (عسكري سوري، 1898 – 1941)
- فهمي سعيد شاهين (عضو مجلس النواب اللبناني، 1932 – 1974)
- فهمي شريف العبوشي (سياسي فلسطيني، 1895 – 1975)
- فهمي عبد الحميد (مخرج مصري، 1 فبراير 1939 – 17 يناير 1990)
- فهمي ناجي الإمام (1928 – 24 سبتمبر 2016)
- فهمي هويدي (1937 – )

## وصلات خارجية
- موسوعة السلطان قابوس لأسماء العرب نسخة محفوظة 5 أبريل 2019 على موقع واي باك مشين.